# Peronospora viciae
Peronospora viciae (Berk.) de Bary  – gatunek organizmów należący do grzybopodobnych lęgniowców.  Wywołuje chorobę o nazwie mączniak rzekomy grochu.

## Systematyka i nazewnictwo
Pozycja w klasyfikacji według Index Fungorum:  Peronospora, Peronosporaceae, Peronosporales, Peronosporidae, Peronosporea, Incertae sedis, Oomycota, Chromista.
Po raz pierwszy takson ten zdiagnozował w 1846 r.  M.J. Berkeley nadając mu nazwę Botrytis viciae. Obecną, uznaną przez Index Fungorum nazwę nadał mu w 1903 r. Anton de Bary, przenosząc go do rodzaju Peronospora. 
Niektóre synonimy:

- Botrytis viciae Berk. 1846
- Peronospora pisi Syd. 1923
- Peronospora sepium Gäum. 1923
- Peronospora viciae (Berk.) Casp. 1855
- Peronospora viciae (Berk.) Gäum. 1923
- Peronospora viciae var. astragali Sacc. 1917
- Peronospora viciae var. orobi Sacc. 1888
- Peronospora viciae (Berk.) de Bary 1863 var. viciae
- Peronospora viciae-sativae Gäum. 1923

## Morfologia
Po zainfekowaniu rośliny w przestrzeni międzykomórkowej grzybnia wytwarza spiralne ssawki. Na dolnej stronie liści oraz na wewnętrznej powierzchni strąków zainfekowanych roślin pojawia się biały nalot. Są to sporangiofory i powstające w nich zarodniki sporangialne. Ich morfologia ma podstawowe znaczenie przy oznaczaniu gatunków. Sporangiofory P. viciae wyrastają w klastrach po 5-7, są sztywne, długie, proste i do 2/3 długości lub więcej nierozgałęzione. Mają grubość  8–13 μm i całkowitą długość 160–750 μm (w tym część nierozgałęziona 100–450 μm). Rozgałęziają się dichotomicznie, odgałęzienia pierwszego rzędu są proste lub lekko zakrzywione, ostatnie są zakrzywione i odgałęzione pod kątem rozwartym lub prostym. Mają długość  18–22 μm i grubość  2–3 μm. Na końcu ostatnich odgałęzień znajduje się po jednym zarodniku. Zarodniki są owalne lub eliptyczne, nieco zwężające się na końcach, bladofioletowe lub bladoszare i mają rozmiar 15–30 ×15–20 μm. Oospory kuliste, o barwie od jasnobrązowej do żółtej z różowawym odcieniem  i rozmiarach 25–30 μm (wraz ze ścianą lęgni 42 μm). Otoczone są grubą ścianą pokrytą siateczkowatą strukturą. Oospory pełnią funkcję przetrwalników, ich okres spoczynku jest bardzo krótki.  

## Rozwój
Jest pasożytem obligatoryjnym  bobu (Vicia faba), wyki siewnej (Vicia sativa), groszku siewnego (Lathyrus sativus),  grochu zwyczajnego (Pisum sativum)  grochu polnego (Pisum arvense) i pokrewnych gatunków.
Infekcji pierwotnej dokonują oospory, które przetrwały w ziemi na resztkach roślin. W okresie wegetacyjnym wytwarzane są na liściach zarodniki sporangialne, które przenoszone przez wiatr dokonują infekcji wtórnej